# Po Krei Brei
Po Krei Brei (?-?), Cei Krei Brei ou en vietnamien Nguyễn Văn Chiêu (阮文昭), est un gouverneur (Chưởng cơ) du Champa à Panduranga reconnu par les Tay Son de 1783 à 1786.

## Contexte
Po Krei Brei connu sous le nom vietnamien de Nguyễn Văn Chiêu est le fils de Po Tisuntiraydapaghoh qui règne sur le pays cham jusqu'en 1780/81. Il reçoit le pouvoir du roi Nguyễn Nhạc des Tay Son en 1783/84 (année du Lièvre) et gouverne pendant 4 années. Pendant son règne de 1783/84 à 1786/87, il ne détient qu'un pouvoir très réduit et doit faire face à une situation très difficile car son pays est le champ clos où s'affrontent les armées des Tay Son et des Seigneurs Nguyen. 
Vers la fin de son règne, il est contraint avec sa suite d'abandonner sa capitale et à se réfugier dans la forêt. Ayant été investi par les Tay Son, il doit fuir les rancœurs des annamites et souffrir de la disette et de maladies. Trahi par les siens, il est livré aux Tay Son. Il réussit à s'évader et à rejoindre Nguyễn Phúc Ánh, en 1790/91 (année du Chien). Il refuse ou est privé pour une faute (?) du titre que ce dernier voulait lui accorder et, lassé par toutes ses difficultés, il décide avec ses deniers fidèles de se retirer au Cambodge au cours de l'année du Lièvre (1795/96). Il disparaît alors de sources. Selon l'étude de Po Dharma, ce serait donc lui le roi Cham qui s'exile au Cambodge et non pas comme l'estime l’historiographie classique Po Saong Nyung Ceng.